# Mormon Pioneer Trail
Le Mormon Pioneer Trail est un sentier de randonnée américain entre Nauvoo dans l'Illinois et Salt Lake City dans l'Utah. Long de 1 300 milles, il traverse l'Iowa, le Nebraska et le Wyoming sur les traces de nombreux Mormons passés là entre 1846 et 1868. Classé National Historic Trail depuis le 10 novembre 1978, il est géré par le National Park Service.